# カイ・ラウアセン
カイ・ラウアセン（Kai Laursen, 1924年1月11日 - 1996年9月16日）は、デンマークのヴァイオリン奏者。
コペンハーゲンの生まれ。祖父よりヴァイオリンの手ほどきを受け、1938年からクリスチャン・サンドバイの薫陶を受けた。1943年からデンマーク音楽院のヴァイオリン科に在籍し、1944年にはデンマーク王立管弦楽団のヴァイオリン奏者として就職した。1945年にはソリストとしてデビューを果たし、アルネ・スキョルド・ラスムッセンやエイヴィンド・メラーらを伴奏にコペンハーゲンでリサイタルを開いた。
1951年にデンマーク王立管弦楽団からイェーテボリ交響楽団のコンサートマスターに転出し、イェーテボリ弦楽四重奏団の第1ヴァイオリン奏者として室内楽分野でも活躍した。1965年に南ユラン交響楽団のコンサートマスターに招聘され、1989年までその任に当たりながらソリストとして活躍した。